# Polskava (potok)
Polskáva je reka ali potok (s 40 km najdaljši v Sloveniji), levi pritok Dravinje iz vzhodnega Pohorja in Dravskega polja. (Velika) Polskava izvira v gozdu na vzhodnem pobočju Žigartovega vrha in teče po globoki grapi v glavnem proti jugovzhodu. V tem delu se vanjo stekajo številne kratke grape, mdr. potoka izpod Areha in Frajhajma ter Mala Polskava in Brunik z leve strani. Pri Zgornji Polskavi priteče v jugozahodni kot Dravskega polja in teče naprej po široki ravnini proti jugovzhodu mimo Pragerskega. Pri Sestržah in Medvedcah doseže severno vznožje Dravinjskih goric in nato nadaljuje svoj tok proti vzhodu južno od niza vasi (mdr. Lovrenc na Dravskem polju in Lancova vas) vse do Tržca, kjer se izlije v Dravinjo. V ravninskem delu dobi z desne strani potok Devino, z leve strani pa vanjo pritekajo ravninski potoki Kragonja, Trojšnica, Kamenišnica in Framski potok (Reka).
Izvor imena potoka ni povsem pojasnjen. Po mnenju jezikoslovca M. Snoja bi lahko bilo ime predslovanskega, morda severnovenetskega izvora, ali pa bi izhajalo iz slovanske besede pЬzъkъ (polzek; morda v povezavi s pogostimi plazovi) s pripono -ava (kot npr. Črnava).
Na jožefinskem vojaškem zemljevidu (1763–1787) je ime potoka zapisano v več oblikah: Polskava Bach, Polska Bach in Bach Polska. Na nekoliko mlajšem franciscejskem zemljevidu (1806–1869) se reka imenuje Pulsgau Bach.
Polskava teče po dveh povsem različnih pokrajinah. V zgornjem toku je značilen pohorski potok, ki je zarezal globoko grapo v pohorske metamorfne kamnine (predvsem gnajs) (najožji del so domačini poimenovali kar Polskavski vintgar). V spodnjem delu je bila pred regulacijami značilen ravninski potok, ki je na izstopu v ravnino nasul položen vršaj, na katerem sta naselji Zgornja in Spodnja Polskava, v ostalem toku pa teče ves čas po lastnih, ilovnato-peščenih naplavinah.
V zgornjem toku je struga Polskave ostala v povsem naravnem stanju. Deloma teče po živoskalni podlagi, večinoma pa po lastnih prodnih naplavinah. Brežine so gosto obraščene z obvodnim grmovjem in drevjem; kjer se pojavi ozka poplavna ravnica, je večinoma v travnikih. Tudi naprej do Zgornje Polskave je potok v razmeroma naravnem stanju, le mestoma so brežine utrjene, da se prepreči pretirana bočna erozija. Nad Zg. Polskavo je na potoku večja protierozijska pregrada, skozi naselje pa je struga močno spremenjena, s kamnitimi ali betonskimi brežinami. Pod Zgornjo Polskavo je do štajerske avtoceste potok še deloma ohranjen v naravnem stanju, mestoma tudi rahlo vijuga med gosto poraščenimi brežinami, od avtoceste do izliva v Dravinjo pa je bil v okviru obsežnih melioracijskih del povsem spremenjen v umetni odvodni kanal z utrjenimi brežinami in nizkimi prečnimi pregradami. Naravno rastje je večinoma odstranjeno, na bregovih rastejo le posamična drevesa in grmi, kar povzroča, da se voda v strugi poleti, ko je v njej malo vode, močno segreje in to ni ugodno za uspevanje rib in drugih živih bitij.
Z obsežnimi melioracijami v letih 1976−1986 so povsem spremenili tudi ravnino ob Polskavi, ki je bila v preteklosti del t. i. čretov. To je »močviren nižinski svet, porasel s travo in nizkim grmičjem«.  V trikotniku med Pohorjem na zahodu, Dravinjskimi goricami na jugu in prodnim vršajem Drave pod Mariborom je namreč nekoliko nižji svet z zelo majhnim strmcem, ki so ga v preteklosti z ilovnato-peščenimi nanosi zasuli potoki s Pohorja in se zanj po teh mokrotnih površinah večkrat uporablja pokrajinsko ime Čreta oziroma Čreti.
Pred melioracijami je bila to izrazito mokrotna pokrajina, kot jo je opisal geograf Anton Melik: »Domala vsa ilovnata ravan je zelo vlažna, povečini celo prav močvirna. To je znamenita Čreta, razprostirajoča se na široko okrog Pragerskega, ki stoji nekako v njeni sredini. ... Po veliki večini je prav dobro izrabljena za travnike, ki dajejo s svojo bujno, vedno sveže zeleno travo poglavitni značaj čretski kultivaciji; redkokje manjkajo jelše, ki v dolgih vrstah preprezajo pokrajino in še prav posebno pripomorejo k značilni pokrajinski sliki.« Še sredi dvajsetega stoletja se je Polskava pod Zgornjo Polskavo razcepila na tri struge in tudi druge potoke je poskušal človek preoblikovati tako, da mu s poplavami niso delali prevelike škode. Poleg omejevanja škode zaradi poplav so ljudje v preteklosti spreminjali vodne tokove tudi zaradi gospodarske rabe. Poleg tradicionalne rabe vodne energije za pogon mlinov in žag so ob Polskavi in pritokih vodo uporabljali še za namakanje travnikov in njiv, kar naj bi imelo že zelo staro tradicijo in morda izviralo že iz predrimske dobe. Polskava se je tako že ob izstopu iz Pohorja razdelila na tri tokove: glavna struga je potekala po južnem robu ravnine in po njej teče potok še danes, v Zgornji Polskavi sta se na levo odcepili dve umetni strugi, današnji Mlinski potok, in struga mimo Pragerskega proti današnji Glini. 
Na jožefinskem vojaškem zemljevidu (1763–1787) je prikazan ta trojni tok Polskave, v vmesnem prostoru pa je stal pragerski grad (nem. Pragerhof). Severna struga je tekla skozi Spodnjo Polskavo in se niže na tem zemljevidu imenuje Glina Bach, to je današnja Trojšnica oziroma Glina. Tudi pri nekaterih drugih pritokih je zarisano, kako so se po tej mokrotni ravnini delili na več strug.
Obsežna ravnina ob spodnjem toku Polskave in njenih pritokih je bila v preteklosti eno največjih poplavnih območij v Sloveniji (ok. 33 km2) in tudi danes, kljub izvedenim melioracijam, še vedno izpostavljena največjim poplavam. Pred melioracijami se je voda iz plitvih strug razlivala že ob krajevnih neurjih in krajših deževjih, saj hudourniške vode zelo hitro pridrvijo iz ozkih pohorskih grap na ravnino, kjer so imeli potoki poleg plitvih strug zaradi močnega nasipanja še zelo majhen strmec in voda enostavno ni mogla sproti odtekati. Poplavna ravnica, po kateri so se poplave razlivale, je bila pod Spodnjo Polskavo široka od 150−200 m, na sotočju Polskave in Devine okoli 500 m, najširša pa je bila med Vrhlogo, Medvedcami in Sestržami, skoraj tri kilometre. Od tam naprej proti Tržcu je dolinsko dno ožje, saj ga je od severne strani stiskalo nasipanje dravskega proda v zadnji ledeni dobi, tako da so bile v tem delu doline poplave sicer pogoste, a manj obsežne.
Poplavljala seveda ni samo Polskava, ampak tudi njeni pritoki, predvsem Devina, Črnec in Framski potok (Reka), težava pa ni bila samo v pojavljanju poplav, temveč predvsem v njihovi pogostnosti in trajanju. Te vode so namreč ob prestopanju bregov odlagale največ gradiva na obeh bregovih, tako da so nastale nizke pregrade (t.i. naravni nasipi), ki so preprečevale odtekanje poplavne vode nazaj v strugo. Hkrati so morali kmetje stalno čistiti struge, saj so vode nanašale obilo plavja, to gradivo pa so odlagali na brežine, tako da so potoki tekli do nekaj metrov nad okoliško ravnino. Takšno strugo, dvignjeno zaradi človekovega delovanja, imenujemo izgon in so najbolj značilne za pohorske potoke v tej nekoč mokrotni pokrajini čretov (Čreta). Ker poplavne vode niso mogle odteči nazaj v strugo, so se v najnižjih delih ravnine zadrževale tudi po več tednov, pridružila pa se ji je še podtalnica, ki se je ob visokih vodah stekala iz prodnega dravskega vršaja in prihajala na dan v številnih izvirih na stiku med prodnim in ilovnatim površjem. Najdolgotrajnejše so bile poplave ob sotočju Devine in Polskave, kjer je danes zadrževalnik Sestrško jezero. Zaradi takšnih razmer je ostala široka ravnina ob potoku vse do danes skoraj povsem neposeljena. Naselja so samo na vršaju, ki je nastal na izstopu potoka iz Pohorja v ravnino, ter v dveh nizih na robu poplavnega območja: na severni strani na stiku dravskega prodnega vršaja in ilovnatih naplavin ter na nekoliko višjem dolinskem obrobju na južni strani, na prehodu ravnine v Dravinjske gorice. Sredi ravnine sta samo Pragersko in Gaj, ki sta pa novejšega nastanka in povezana z Južno železnico in opekarništvom.
Veliko spremembno v pokrajino so prinesle obsežne melioracije v poplavnih ravnicah Polskave in njenih pritokov med letoma 1976 in 1986, s katerimi so želeli urediti odtekanje vode tako, da bi zmanjšali nevarnost poplav in zemljišča usposobili za intenzivno kmetijsko pridelavo. Z njimi se je povprečni letni pretok vode (sQs) na vodomerni postaji Tržec res povečal za 15 %, povprečni nizki pretok (sQn) za 6 % in povprečni visoki pretok (sQv) za 28 %. To vsekakor kaže na določene pozitivne učinke melioracij, saj so visoke vode prej zastajale na poplavni ravnici, več vode je tudi odteklo v podlago in napajalo nizke pretoke. Vendar pa melioracije niso spremenile samo vodnega odtoka, ampak celotno pokrajino, saj so nekdanja mokrišča (čreti) in mokrotni travniki skoraj povsem izginili, struge Polskave in njenih pritokov pa so bile spremenjene v enolične odtočne kanale z golimi, neporaščenimi brežinami. Tudi poplavne nevarnosti ukrepi niso povsem odpravili, zlasti ne v spodnjem toku, tako da bi morali pri nadaljnjem urejanju upoštevati širše okoljske potrebe in ne zgolj hidroloških ter kmetijskih. K neugodnim razmeram v strugi Polskave prispevajo tudi njive, ki segajo povsem do brežin in ob močnejših padavinah voda spira prst neposredno v rečno strugo.
V okviru melioracij so za zadrževanje poplavnih voda pri sotočju Polskave in Devine zgradili velik zadrževalnik Medvedce (Sestrško jezero), ki naj bi služil zadrževanju poplavnih voda, zajeto vodo pa bi uporabljali za povečevanje nizkih pretokov in namakanje kmetijskih zemljišč. Skoraj 1,5 km2 veliko umetno jezero ni v celoti izpolnilo načrtovanih ciljev in od leta 1993 služi kot ribnik. Jezero in njegova bližnja okolica sta še pomembnejša kot mokriščni habitat in bivališče mnogih rastlinskih in živalskih vrst. Zaradi posebnega pomena je z okolico vključeno v varovano območje Natura 2000, kot gnezdišče in počivališče za številne ptice selivke pa od leta 2008 v mednarodno pomembno območje za ptice (IBA Črete). Na njem in v okolici so doslej opazili kar 265 vrst ptic, od katerih jih je tu 57 tudi gnezdilo.